# Nigüella
Nigüella ist ein nordspanischer Ort und eine Gemeinde (municipio) mit nur noch 62 Einwohnern (Stand: 2024) im Westen der Provinz Saragossa im Westen der Autonomen Region Aragonien. Der Ort gehört zur bevölkerungsarmen Serranía Celtibérica.

## Lage und Klima
Der Ort Nigüella liegt am Río Isuela etwa 50 km südöstlich der maximal ca. 2315 m hohen Sierra de Moncayo und gut 75 km (Fahrtstrecke) südwestlich der Provinzhauptstadt Saragossa nahe der Grenze zur altkastilischen Provinz Soria in einer Höhe von ca. 480 bis 515 m. Das Klima ist gemäßigt bis warm; der eher spärliche Regen (ca. 400 mm/Jahr) fällt mit Ausnahme der trockenen Sommermonate übers Jahr verteilt.

## Bevölkerungsentwicklung
| Jahr      | 1857 | 1900 | 1950 | 2000 | 2017 |
| Einwohner | 295  | 270  | 300  | 122  | 69   |

Die Mechanisierung der Landwirtschaft, die Aufgabe bäuerlicher Kleinbetriebe und der damit verbundene Verlust von Arbeitsplätzen führten seit der Mitte des 20. Jahrhunderts zu einem deutlichen Bevölkerungsschwund (Landflucht).

## Wirtschaft
Jahrhundertelang lebten die Bewohner des Ortes direkt oder indirekt als Selbstversorger von der Landwirtschaft, zu der auch die Viehhaltung gehörte. Die Verarbeitung von Schafwolle war im 16. und 17. Jahrhundert ein bedeutender Wirtschaftsfaktor. Heute spielen Obstbaumplantagen und Weinbau wesentliche Rollen im Wirtschaftsleben des Ortes; außerdem werden Ferienwohnungen (casas rurales) vermietet.

## Geschichte
Obwohl der Ort zum Siedlungsgebiet der keltiberischen Lusonen gehörte, wurden bislang weder keltiberische noch römische oder westgotische Spuren entdeckt. Im 8. Jahrhundert drangen arabisch-maurische Heere bis ins obere Ebro-Tal vor; um das Jahr 1120 wurde die Gegend von Alfons I. von Aragón zurückerobert (reconquista). Sie war lange Zeit zwischen den Königreichen Aragón und Kastilien umstritten (Guerra de los Dos Pedros); dieser Streit endete erst mit der Eheschließung der Katholischen Könige Isabella I. von Kastilien und Ferdinand II. von Aragón im Jahr 1469.

## Sehenswürdigkeiten
- Einige ältere Häuser des Ortes sind am Rand einer Felsklippe erbaut (casas colgadas).
- Die alte Kirche (Iglesia de la Visitación) wurde in den 1990er Jahren abgerissen und durch einen modernen Neubau ersetzt.
- Die Ermita de San Vicente steht auf dem höchsten Punkt des Ortes.
- Ein Waschhaus (lavadero) befindet sich am Flussufer.